# Charles Kittel
Charles Kittel (New York, 18 luglio 1916 – Berkeley, 15 maggio 2019) è stato un fisico statunitense.Dal 1951 ricoprì l'incarico di professore all'università Berkeley in California, mentre dal 1978 gli fu conferito il ruolo di Professore Emerito.

## Biografia
Nacque a New York nel 1916. Studiò presso l'università di Cambridge, in Inghilterra, dove, nel 1938 ottenne i Bachelor of Arts. Nel 1941 pubblicò la sua tesi, sotto Gregory Breit, presso l'University of Wisconsin–Madison, mentre tra il 1945 ed il 1947 frequentò il Massachusetts Institute of Technology. Durante la seconda guerra mondiale fece parte del gruppo di operazioni di ricerca dei sottomarini (SORG). Dal 1947 al 1951 lavorò in New Jersey per i Bell laboratories, in particolare sui fenomeni del ferromagnetismo. Dal 1951 al 1978 lavorò, e insegnò presso per la Berkeley University, come ricercatore nel campo della fisica teorica dello stato solido, un settore della fisica della materia condensata. Fu premiato tre volte, nel 1945, 1956 e 1963, con la Guggenheim Fellowships. Molti borsisti noti post-dottorali hanno lavorato con lui, compreso James C. Phillips. Studenti di fisica di tutto il mondo studiano il suo classico testo “Introduzione alla Fisica dello Stato Solido”, giunto alla sua ottava edizione.

## Riconoscimenti
- Buckley Prize for Solid State Physics, 1957[3]
- Berkeley Distinguished Teacher Award, 1970
- Oersted Medal, American Association of Physics Teachers, 1972

## Opere
- Introduction to Solid State Physics, 1st ed. 1953 - 8th ed. 2005, ISBN 0-471-41526-X
- Quantum Theory of Solids, 1963, ISBN 0-471-49025-3 and (with C. Y. Fong) 1987, ISBN 0-471-62412-8
- Thermal Physics, 2nd ed. 1980, ISBN 0-7167-1088-9, and (with H. Kroemer) 1980.
- Berkeley Physics Course. Mechanics. Vol. 1, with Walter Knight and Malvin A. Ruderman